# Маркитан, Павел Филиппович
Па́вел Фили́ппович Маркита́н (ноябрь 1887, Глебки, Волынская губерния — 25 октября 1937, Киев) — советский государственный и партийный деятель, 1-й секретарь Черниговского обкома КП(б)У. Кандидат в члены ЦК КП(б)У (1924—1925, 1927—1929). Член Центральной контрольной комиссии КП(б) (1925—1927). Член ЦК КП(б)У (апрель 1929 — август 1937). Кандидат в члены Организационного бюро ЦК КП(б)У (июнь 1928 — июнь 1930). Член Организационного бюро ЦК КП(б)У (июнь—август 1937). Входил в состав особой тройки НКВД СССР.

## Биография
Родился в ноябре 1887 года в селе Глебки Староконстантиновского уезда Волынской губернии (ныне в Красиловском районе Хмельницкой области) в семье крестьянина-середняка.
В апреле 1898 — сентябре 1905 года — сезонный рабочий на сельскохозяйственных работах в родном селе. В сентябре 1905 — июне 1908 года — ученик церковно-учительской школы в городе Житомире и селе Дермань. В июне 1908 года окончил церковно-учительскую школу в селе Дермань Дубенского уезда Волынской губернии. В июне—сентябре 1908 года — на сельскохозяйственных работах в хозяйстве родителей в селе Глебки.
В сентябре 1908 — сентябре 1911 года — учитель начальной церковно-приходской школы села Русивель Острожского уезда Волынской губернии. В сентябре 1911 — июне 1914 года — учитель 2-классного сельского училища села Впадинке Староконстантиновского уезда Волынской губернии.
В июне 1914 — апреле 1917 года — в русской царской армии. Служил пекарем 64-й полевой хлебопекарни, писарем в управлении интенданта, рядовым 173-го запасного батальона 29-го корпуса Юго-Западного и Западного фронтов. В апреле—августе 1917 года — юнкер Чугуевского военного училища Харьковской губернии. В августе—сентябре 1917 года — прапорщик, член совета солдатских депутатов 135-го пехотного полка в городе Балашове Саратовской губернии.
В сентябре 1917 — июле 1919 года — секретарь, председатель Балашовского уездного революционного комитета Саратовской губернии.
Член РКП(б) с мая 1918 года.
В августе 1919 — марте 1920 года — военный комиссар штаба обороны РВС 9-й армии и политический работник политического отдела 9-й армии Южного фронта. В апреле—ноябре 1920 года — политический работник политического отдела Кавказского фронта. В ноябре 1920 — мае 1921 года — уполномоченный особого отдела 28-й дивизии и Азербайджанской армии в городах Баку и Ленкорань.
В июне 1921 — апреле 1923 года — секретарь Новочеркасского окружного комитета ВКП(б) Донской области. В апреле 1923 — марте 1924 года — заведующий организационно-инструкторского отдела Донского областного комитета ВКП(б) в городе Ростове-на-Дону.
В апреле 1924 — мае 1925 года — ответственный секретарь Подольского губернского комитета КП(б)У.
В мае 1925 — мае 1926 года — ответственный инструктор, заведующий организационно-инструкторского отдела Центральной контрольной комиссии КП(б)У — Наркомата рабоче-крестьянской инспекции УССР в городе Харькове.
В мае 1926 — феврале 1927 года — ответственный секретарь Одесского окружного комитета КП(б)У.
В марте 1927 — сентябре 1928 года — заведующий Главполитпросвета Народного комиссариата просвещения Украинской ССР, заведующий агитационно-пропагандистского отдела ЦК КП(б)У в Харькове.
В сентябре 1928 — октябре 1930 года — ответственный секретарь Криворожского окружного комитета КП(б)У. В 1930—1932 годах — заведующий отделом культуры и пропаганды ленинизма ЦК КП(б)У в Харькове.
В январе — июле 1932 года — 2-й секретарь Киевского областного комитета КП(б)У. В июле—октябре 1932 года — 2-й секретарь Одесского областного комитета КП(б)У.
В октябре 1932 — январе 1934 года — 1-й секретарь организационного бюро ЦК КП(б)У по Черниговской области. В январе 1934 — августе 1937 года — 1-й секретарь Черниговского областного комитета КП(б)У. Этот период отмечен вхождением в состав особой тройки, созданной по приказу НКВД СССР от 30.07.1937 № 00447 и активным участием в сталинских репрессиях.
28 августа 1937 года арестован. 25 октября 1937 года расстрелян во дворе Лукьяновской тюрьмы в Киеве.